# Krasznaterebes község
Krasznaterebes község (románul: Comuna Terebești) község Szatmár megyében, Romániában. Központja Krasznaterebes, beosztott falvai Alizmajor, Piskárkos, Vadaspuszta.

## Népessége
A 2011-es népszámlálás adatai alapján a község népessége 1750 fő volt.